# Cambé
Cambé es un municipio del estado de Paraná en la Región Sur de Brasil.